# 柴
柴（しば）は、山野に生える、小さな雑木である。「柴木（しばき）」とも。

## 特徴
折って薪（燃料）にする。また、垣根や壁、その他の材料としても使われる。
特に木の種類は限定しないが、結果として多くはツツジ科の雑木・灌木。
柴を採取することを「柴を刈る」と言う。刈ったもの（多くは束ねて用いる）は「粗朶（そだ）」という。

## 家紋
「柴紋」は、刈って束ねた柴の意匠の家紋である。「結い柴」などがある。